# Džundži Sakata
Džundži Sakata (* 10. května 1974 Obihiro, Japonsko) je někdejší japonský lední hokejista, která hrával na pozici útočníka. Vedle hokeje se zkoušel prosadit i v rychlobruslení.

## Život
V juniorském věku, na počátku devadesátých let 20. století, hrával za celek Kokudo Tokio a rovněž nastupoval za japonskou reprezentaci v ledním hokeji. Postupně hrál i za muže, a to jak v Kokudu, tak rovněž v reprezentaci. Při své první sezóně za Kokudo jej odborníci vyhlásili nejlepším nováčkem a za osm let působení v tokijském mužstvu vybojoval šest mistrovských titulů. Zahrál si tak i na světových šampionátech, byť na domácí zimní olympijské hry 1998 v Naganu se do nominace nedostal. Roku 1999 nastoupil na mistrovství světa v zápase proti výběru České republiky (2:12) a během utkání přihrál na jeden z gólů svého mužstva. Své první reprezentační branky vstřelil v roce 2001 v zápasech kvalifikace Dálného východu, které předcházely mistrovství světa v ledním hokeji.
Tou dobou již měl za sebou roční angažmá v Evropě, a to na Britských ostrovech. Během ročníku 1999/2000 nastupoval v dresu celku Peterborough Pirates, jenž tehdy hrál Britskou národní ligu v ledním hokeji (BNL). Po ní se vrátil do Japonska, do Kokuda.
Další zahraniční angažmá získal Sakata na sezónu 2003/2004, kdy se z Japonska přesunul na sever Evropy. Za týmy Sollefteå HK a Olofströms IK odehrál celkem 14 soutěžních zápasů, než přestoupil do severní Ameriky do celku Lakeland Loggerheads hrajícího World Hockey Association 2 (WHA2). Další rok se stěhoval zpět do Evropy a ročník 2004/2005 hrál ve druhé francouzské lize za klub z Montpellier. Poté přestoupil do České republiky.
Hlavním sponzorem klubu HC Škoda Plzeň, jenž tehdy hrál pod názvem Lasselsberger, se stala japonská společnost Daikin. Do celku mužstva, které se začátku ročníku 2005/2006 trápilo, přibyl japonský hokejista. Příliš se ale neosvědčil, když během dvou sezón odehrál jen deset utkání a nezískal v nich žádný bod. Během ročníku 2005/2006 ještě hostoval v celku HC Berounští Medvědi, za něž v sedmnácti utkáních vstřelil jednu branku a na další dvě přihrál. Sakata se tak stal třetím japonským hokejistou, jenž nastoupil do soutěžních zápasů v české nejvyšší soutěži. Během sezóny 1993/1994 nastoupil k 21 zápasům v dresu Kladna útočník Hirojuki Murakami a během ledna 1999 odehrál za tentýž klub jeden zápas Masanori Kon. Před sezónou 2003/2004 navíc kladenští neúspěšně zkoušeli další dva Japonce, a sice Akifumiho Okujamu a Takešiho Saita.